# 長城數碼科技
長城數碼科技有限公司，簡稱長城數碼科技，以及長城數碼（英語：Great Wall Cybertech Limited，港交所除牌時0689.HK），1989年由已故蔣志基創立一家當時經營及生產彩電、銷售等公司。
在1991年4月15日於香港交易所主板上市。該公司前身為「長城電子國際有限公司」。主要品牌為「樂華」，後來由於創辦人在車禍中喪生，開始由吳少章接手，但由於經營不善問題，故此在2003年已清盤，之後在2004年被加怡集團前高層黃志榮先生進行債務重組，以及加以進行收購，把金屬和石油注入公司，在2006年9月22日，更名為長盈集團（控股）有限公司至今。

## 連結
- EPIHoldings.com （页面存档备份，存于）